# 1Lib1Ref

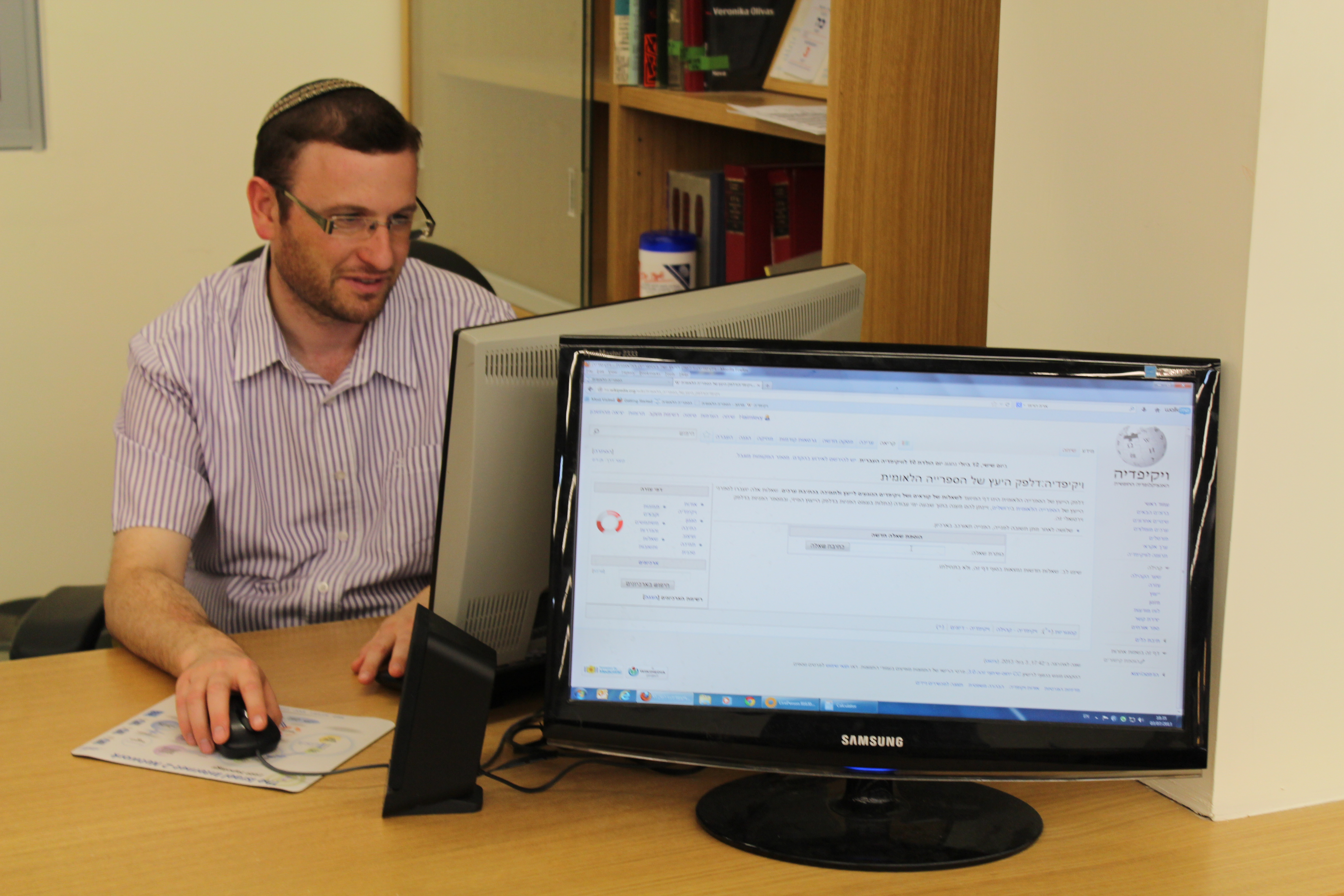
Ein israelischer Bibliothekar nutzt Wikipedia (Werbefoto für das Projekt)

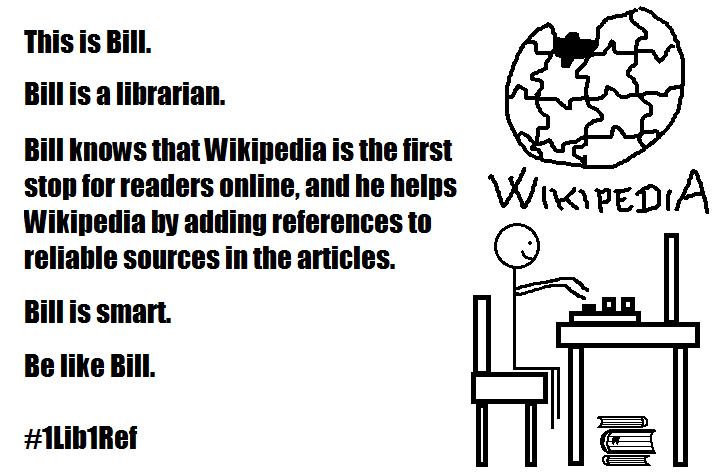
Ein Be like Bill-Meme zur Kampagne

#1Lib1Ref (in einigen romanischen Sprachen #1Bib1Ref) ist eine Wikipedia-Kampagne, die jeden Bibliothekar auf der Welt dazu einlädt, an dem Online-Enzyklopädieprojekt teilzunehmen und insbesondere Artikel durch das Hinzufügen von Quellenangaben zu verbessern.
Die erste #1Lib1Ref-Kampagne fiel mit dem 15. Jahrestag der Gründung von Wikipedia im Januar 2016 zusammen. Nach dem Motto „One Librarian, One Reference“ (deutsch: Ein Bibliothekar, eine Quellenangabe) schätzten die Organisatoren, dass wenn jeder Bibliothekar auf der Welt 15 Minuten damit verbringen würde, ein Zitat hinzuzufügen, der Rückstau von 350.000 „citation needed“-Meldungen in der englischen Wikipedia beseitigt wäre. Die einwöchige Aktion fand vom 15. bis 23. Januar 2016 statt und wurde unter dem Hashtag #1lib1ref auf verschiedenen Social-Media-Plattformen veröffentlicht.

## Ergebnisse der ersten Kampagne
Die Eröffnungskampagne endete mit 1232 Bearbeitungen auf 879 Seiten von 327 Nutzern in 9 Sprachen, die den Hashtag #1lib1ref in der Bearbeitungszusammenfassung verwendeten; diese Zahlen unterschätzen wahrscheinlich den gesamten Einfluss, da viele Teilnehmende beobachtet wurden, die den Hashtag in Bearbeitungszusammenfassungen ausließen. Auf Twitter wurde der Hashtag #1lib1ref in über 1100 Beiträgen von über 630 Nutzern verwendet.

## Regelmäßiges Ereignis
Die Kampagne wurde als jährliche Feier zum Wikipedia-Geburtstag wiederbelebt und in den Folgejahren zu einer dreiwöchigen Veranstaltung ausgeweitet. Die 1Lib1Ref-Kampagne ist Teil der GLAM-Outreach-Strategie der Wikimedia Foundation, mit der Bibliothekare in die Verbesserung von Wikipedia und anderen Wikimedia-Projekten einbezogen werden.